# Avenida Bocanegra
La avenida Bocanegra es una de las avenidas del área metropolitana de Lima, en el Perú. Se extiende de este a oeste, en los distritos de San Martín de Porres y el Callao.

## Recorrido
Desde el este, inicia como la prolongación de la ruta de la avenida Antúnez de Mayolo, al cruzar esta última con las avenida Alcides Vigo e Independencia. Al cruzar la avenida Los Dominicos, se encuentran las urbanizaciones San Agustín, Sesquicentenario y Albino Herrera, que es una zona en disputa territorial entre las provincias de Lima y Callao, y de los distritos Callao y San Martín de Porres.  Al atravesar la avenida Pacasmayo, las urbanizaciones Santa Rosa y Los Jazmines. Al intersectar la avenida Alejandro Bertello, recorre la urbanización Bocanegra Industrial. Finalmente, acaba su recorrido al oeste interceptando a la avenida Elmer Faucett, donde se ubicará la estación Bocanegra de la Línea 4 del Metro de Lima y Callao.